# Dekanat Donaustauf
Das Dekanat Donaustauf war eins der (bis 2022) 33 Dekanate des Bistums Regensburg. Zum 1. März 2022 wurde es mit dem Nachbardekanat Alteglofsheim-Schierling zum Dekanat Donaustauf-Schierling zusammengelegt. Es gehört zur Region I – Regensburg des Bistums.

## Liste
Zum Dekanat Donaustauf gehörten die nachfolgend aufgeführten Seelsorgeeinheiten (Stand: 2013). Die „führende“ Pfarrei, meistens der Sitz des zuständigen Pfarrers und des Pfarramtes, wird zuerst aufgeführt, die an der Pfarreiengemeinschaft beteiligten Pfarreien sind durch Semikolon getrennt, alle zu einer Pfarrei gehörigen Exposituren, Benefizien und Filialen werden direkt nach der jeweiligen Pfarrei, vor dem trennenden Semikolon, aufgezählt. Die Liste ist alphabetisch nach den Ortsnamen der führenden Pfarreien geordnet.
- Pfarrei Mariä Geburt, Bach, dazugehörig Filiale St. Andreas, Demling und Filiale St. Bartholomäus, Frengkofen
- Pfarrei St. Martin, Barbing, dazugehörig Filiale Unsere Liebe Frau Beata Maria Virga, Irl; Pfarrei Mariä Himmelfahrt, Sarching
- Pfarrei St. Bernhard, Bernhardswald; Pfarrei St. Lambert, Lambertsneukirchen; Pfarrei Mariä Himmelfahrt, Pettenreuth, dazugehörig Filiale St. Leonhard, Parleithen  und Kuratbenefizium Mariä Heimsuchung, Kürn
- Pfarrei St. Rupert, Brennberg; Pfarrei St. Nikolaus, Altenthann; Pfarrei Mariä Himmelfahrt, Frauenzell, dazugehörig Filiale St. Petrus, Bruckbach
- Pfarrei St. Michael, Donaustauf, dazugehörig Filiale St. Martin, Sulzbach
- Pfarrei St. Michael, Neutraubling
- Pfarrei St. Georg, Obertraubling
- Pfarrei Mariä Himmelfahrt, Pfatter, dazugehörig Expositur St. Georg, Gmünd; Pfarrei Mariä Geburt, Geisling
- Pfarrei Mariä Verkündigung, Tegernheim
- Pfarrei Mariä Himmelfahrt, Wiesent
- Pfarrei St. Peter, Wörth an der Donau, dazugehörig Filiale St. Jakob, Kiefenholz